# Elitedivisionen 2016-17
Elitedivisionen 2016-17 var den 45. sæson af kvindernes topliga i Danmark. Fortuna Hjørring var forsvarende mestre.

## Hold
| Region      | Hold             | By       | Stadion               | Kapacitet |
| ----------- | ---------------- | -------- | --------------------- | --------- |
| Hovedstaden | Brøndby IF       | Brøndby  | Brøndby Stadion       | 29.000    |
| Hovedstaden | BSF Skovlunde    | Ballerup | Ballerup Idrætspark   | 4.000     |
| Syddanmark  | Kolding Q        | Kolding  | Mosevej Sportsplads   | 1.500     |
| Syddanmark  | Odense BK        | Odense   | Odense Atletikstadion | 8.000     |
| Syddanmark  | Vejle BK         | Vejle    | VB Parken Græs        | 1.000     |
| Syddanmark  | Varde IF         | Varde    | Sydbank Stadion       | 4.000     |
| Midtjylland | VSK Aarhus       | Aarhus   | Vejlby Stadion        | 5.200     |
| Nordjylland | Fortuna Hjørring | Hjørring | Hjørring Stadion      | 7.500     |

## Indledende runde
Holdene spiller mod hinanden to gange. Top seks går videre til mesterskabsrunden.

| Pos | Hold                       | K  | V  | U | T  | M+ | M- | MF  | P  | Kvalifikation    |
| --- | -------------------------- | -- | -- | - | -- | -- | -- | --- | -- | ---------------- |
| 1   | Brøndby                    | 14 | 13 | 1 | 0  | 56 | 5  | +51 | 40 | Mesterskabsrunde |
| 2   | Fortuna Hjørring           | 14 | 12 | 1 | 1  | 52 | 13 | +39 | 37 | Mesterskabsrunde |
| 3   | KoldingQ                   | 14 | 8  | 0 | 6  | 23 | 17 | +6  | 24 | Mesterskabsrunde |
| 4   | VSK Aarhus                 | 14 | 7  | 2 | 5  | 23 | 20 | +3  | 23 | Mesterskabsrunde |
| 5   | Ballerup-Skovlunde Fodbold | 14 | 4  | 2 | 8  | 15 | 28 | −13 | 14 | Mesterskabsrunde |
| 6   | Vejle Boldklub             | 14 | 3  | 3 | 8  | 7  | 29 | −22 | 12 | Mesterskabsrunde |
| 7   | Odense Q                   | 14 | 3  | 2 | 9  | 20 | 27 | −7  | 11 | Nedrykningrunde  |
| 8   | Varde IF                   | 14 | 0  | 1 | 13 | 9  | 66 | −57 | 1  | Nedrykningrunde  |

## Mesterskabsrunden
Holdene spiller ti kampe. Point blev ikke taget med, men i stedet blev bonus point givet efter placeringer. 10 for førsteplads, 8 for andenplads og derefter 6,4,2 og 0.

| Pos | Hold                       | K  | V | U | T | M+ | M- | MF  | P  | Kvalifikation eller nedrykning     |
| --- | -------------------------- | -- | - | - | - | -- | -- | --- | -- | ---------------------------------- |
| 1   | Brøndby (M)                | 10 | 8 | 2 | 0 | 36 | 5  | +31 | 36 | Kvalifikation til Champions League |
| 2   | Fortuna Hjørring           | 10 | 7 | 3 | 0 | 24 | 5  | +19 | 32 | Kvalifikation til Champions League |
| 3   | VSK Aarhus                 | 10 | 4 | 1 | 5 | 13 | 19 | −6  | 17 |                                    |
| 4   | KoldingQ                   | 10 | 3 | 1 | 6 | 18 | 23 | −5  | 16 |                                    |
| 5   | Ballerup-Skovlunde Fodbold | 10 | 2 | 0 | 8 | 8  | 31 | −23 | 8  |                                    |
| 6   | Vejle                      | 10 | 1 | 3 | 6 | 6  | 22 | −16 | 6  |                                    |

## Topscorere
Oversigten er opdateret til og med afslutningen af sæsonen.
| Nr. | Spiller                | Klub             | Mål |
| --- | ---------------------- | ---------------- | --- |
| 1   | Nanna Christiansen     | Brøndby IF       | 18  |
| 2   | Signe Holt Andersen    | VSK Aarhus       | 9   |
| 3   | Simone Boye Sørensen   | Brøndby IF       | 8   |
| 3   | Nicoline Sørensen      | Brøndby IF       | 8   |
| 5   | Lotte Troelsgaard      | KoldingQ         | 7   |
| 5   | Frederikke Thøgersen   | Fortuna Hjørring | 7   |
| 5   | Camilla Kur Larsen     | Fortuna Hjørring | 7   |
| 8   | Caroline Møller Hansen | Fortuna Hjørring | 6   |
| 8   | Sarah Dyrehauge Hansen | Fortuna Hjørring | 6   |
| 10  | Florentina Olar-Spânu  | Fortuna Hjørring | 5   |